# Dolní Ples t. Vodní Ples

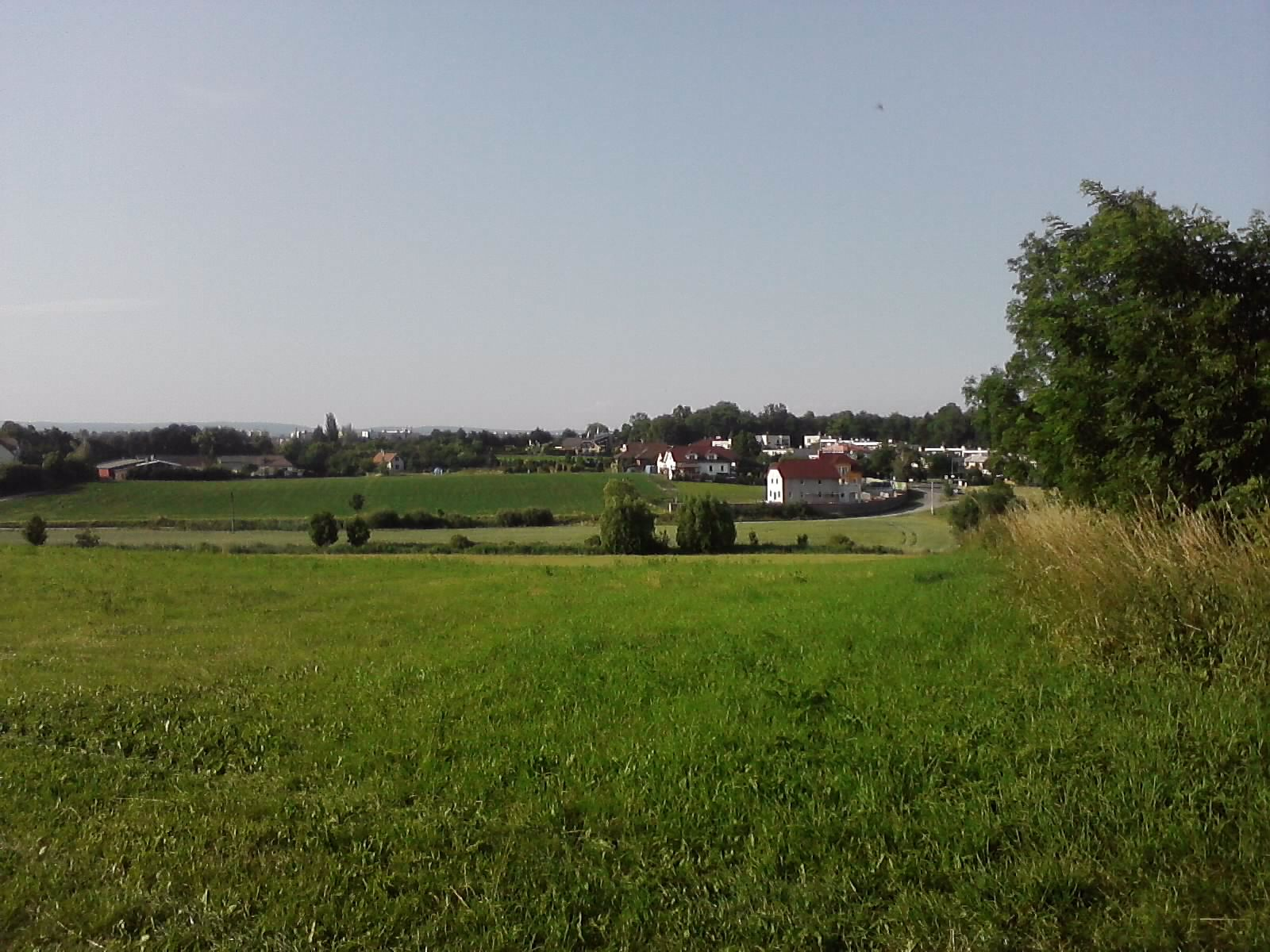
Ortsansicht

Dolní Ples t. Vodní Ples (deutsch Unter Ples, auch Wasserples) ist ein Ortsteil der Gemeinde Rasošky in Tschechien. Er liegt zwei Kilometer südlich von Jaroměř und gehört zum Okres Náchod. Dolní Ples war der unterste Teil des Dorfes Ples, in das zwischen 1780 und 1787 die Festung Josefstadt hineingebaut wurde.

## Geographie
Dolní Ples befindet sich an der Einmündung des Baches Novopleský potok auf einer Anhöhe am linken Ufer der Elbe. Südlich liegt der Militärfriedhof Josefov.
Nachbarorte sind Rejska und Jaroměř im Norden, Josefov im Nordosten, Nový Josefov im Osten, Nový Ples im Südosten, Lumera und Rasošky im Süden, Černožice, Čáslavky und Zálabí im Südwesten, Semonice im Westen sowie Jezbiny im Nordwesten.

## Geschichte
Das Dorf Ples wurde wahrscheinlich im 12. Jahrhundert durch deutsche Kolonisten gegründet und als Waldhufendorf angelegt. Es erstreckte sich am Rande des Waldes Rasošky über fünfeinhalb Kilometer entlang der Metuje bis an die Elbe.
Die erste urkundliche Erwähnung des Dorfes erfolgte im Jahre 1186 als Plessov. Die Pfarrkirche St. Ägidius war seit 1271 nachweisbar. Ples bildete ein landtäfliges Gut. Im Ort befand sich eine Feste, die Sitz eines Zweigs des Vladikengeschlechts Heřmanský von Sloupno war. Zu den Besitzern gehörte Vyšemír von Heřmanice, der zwischen 1357 und 1368 das Kirchpatronat in Ples und Heřmanice innehatte. Ab 1371 besaßen dessen Söhne Petr genannt Pašek und Věnek gemeinschaftlich das Gut Ples, 1380 erwarben sie auch einen Anteil von Lochenice. Ihre Nachfahren verwendeten das Prädikat Ples Heřmanský von Sloupno. Nach 1415 gehörte Ples dem Ješek von Lochenice und Ples, danach einem anderen Familienzweig, der sich Plesský von Levín nannte. Jan von Levín ist bis 1495 als Besitzer von Ples nachweislich, ab 1496 gehörte das Gut dem Věnek Ples Heřmanský von Sloupno auf Heřmanice. Dieser erwarb 1496 die wüste Feste Zátluky mit dem wüsten Hof und schlug sie dem Gut Ples zu. Das Gut Heřmanice veräußerte er vor 1502 an Zdeněk Salava von Lípa. Václav Ples Heřmanský von Sloupno erwarb 1515 auch das Gut Třebovětice. Ab 1571 waren Kryštof Ples Heřmanský von Sloupno und dessen Frau Johanka Zárubová Besitzer der Güter Ples und Rodov. Aus dem ältesten Smiřicer Urbar von 1588 geht hervor, dass zu dieser Zeit bereits ein Teil des Dorfes Ples zur Herrschaft Smiřice gehörte. 1591 erbte Bohuslav Záruba von Hustířan das Gut Ples. Dessen Söhne Wenzel d. J. und Hertvik teilten die väterlichen Güter Třebovětice und Ples 1597 unter sich auf, wobei ersterer Ples erhielt. Er verkaufte das Gut Ples mit dem Hof, seinem Anteil des Dorfes und einer Mühle an der Mettau 1601 an Jan Rudolf Trčka von Lípa, der es mit seiner Herrschaft Smiřice verband. Die Feste Ples wurde in Smiřicer Urbaren von  1619 als von unten aus Stein gebautes Schloss beschrieben.
Nach dem Tode von Jan Rudolf Trčka von Lípa wurde die Herrschaft Smiřice mit Hořeniowes durch König Ferdinand II. konfisziert und 1636 an Johann Matthias Gallas veräußert. Nach der berní rula von 1654 bestand das Dorf Ples aus 74 Anwesen, von denen 16 in Folge des Dreißigjährigen Krieges wüst lagen; Ples war damit deutlich größer als Smiřice und eines der größten Dörfer der Herrschaft. Am 2. Oktober 1661 teilten die Brüder Franz Ferdinand und Anton Pankratz von Gallas den Besitz. Dabei erhielt Franz Ferdinand die Güter Hořeniowes, Rodow mit Zdaras, Žiželowes, Ples und Jasena, während seinem jüngeren Bruder das Gut Smiřice zufiel. Franz Ferdinand von Gallas verkaufte die Herrschaft Hořeniowes mit allem Zubehör 1675 an Johann von Sporck. 1679 fielen die Herrschaft Hořeniowes und das Gut Bürglitz Sporcks jüngerem Sohn Ferdinand Leopold als Erbteil zu, der das Schloss Pleß mit den Dörfern Pleß und Jasena 1686 seinem Bruder Franz Anton verkaufte. Dieser veräußerte den Rittersitz Pleß 1698 an Johann Joseph von Sternberg, der ihn wieder mit seiner Herrschaft Smiřice vereinigte. Im Jahre 1717 bestand Pleß aus 77 Anwesen, darunter drei Mühlen. 1747 ging die Herrschaft Smiřice durch die Ehe zwischen Maria Theresia von Sternberg mit Johann Leopold von Paar an die Fürsten von Paar über. Nach dem Tod von Maria Theresia von Paar übernahm 1761 ihr Sohn, der k.k. Erblandpostmeister Johann Wenzel Fürst von Paar den Besitz. 1774 begannen bei Pleß die Vermessungsarbeiten für den Bau einer Festung zum Schutz des Landes gegen die Preußen, die Amtsverwaltung Smiřice stellte dazu täglich 16 Personen mit Hacken und Schaufeln zur Unterstützung der Ingenieure ab. Johann Wenzel von Paar verkaufte die Herrschaft Smiřice mit den inkorporierten Gütern Pleß, Jasena und Újezd im Januar 1780 für 500.000 Gulden an Kaiser Joseph II., der einen Teil der Ländereien für den Bau der Festung Pleß benötigte. Noch im selben Jahre begann die Enteignung der meisten Grundstücke des aus 122 Häusern bestehenden Dorfes Pleß und die Abholzung des umliegenden Rasošky-Waldes. Der zentrale Teil des Dorfes war zum Standort der Festung auserkoren.
Den meisten umzusiedelnden Untertanen wurden am südlichen Rand der Festungszone auf dem Kahlschlag Bauplätze zugewiesen, wo die neuen Siedlungen Rasoschek und Neu-Pleß entstanden. Ein weiterer Teil wurde in die gleichfalls neu angelegte Siedlung Jezbiny sowie an den östlichen Rand von Pleß bei der Hubertuskapelle umgesiedelt. 23 Bewohner von Pleß wurden nach Rozběřice, 12 nach Černožice und vier nach Libníkovice umgesiedelt; den nach außerhalb umgesiedelten wurden Grundstücke der Meierhöfe Velký Dolce, Černožice, Všestary und Libníkovice zugeteilt. Um die Hubertuskapelle bei Alt-Pleß wurde ein neuer Friedhof angelegt. Zwischen 1781 und 1787 wurde auf den Fluren des Dorfes Pleß die Festung und Königsstadt Pleß errichtet, die 1793 zu Ehren ihres Gründers den Namen Josephstadt erhielt. Der größte Teil von Pleß einschließlich der Kirche St. Ägidius wurden dafür abgebrochen; die 1519 von Jakub Ptáček in Kuttenberg gegossene Glocke Egidius wurde in die Schlosskirche Smiřice verbracht. Im Zuge einer mit dem Festungsbau in Zusammenhang stehenden Elbregulierung kam es 1784 auch zum Abbruch eines großen Teils der als Wasser-Pleß bezeichneten unteren Häuser. Kaiser Joseph II. erwarb 1790 auch die Herrschaft Hořeniowes und stellte die Kameralherrschaften Smiřice und Hořeniowes unter eine Verwaltung.
Im Jahre 1836 bestand das im Königgrätzer Kreis gelegene Dorf Unter-Pleß bzw. Dolenj Ples, auch Wasser-Pleß bzw. Wodnj Ples aus 8 Häusern, in denen 48 Personen lebten. Pfarrort war Jasena. Die k.k. Kameralherrschaft Smiřitz-Hořeniowes blieb bis 1848 Kronbesitz und wurde danach zur Reichsdomäne, deren Verwaltung der k.k. privilegierten Credit-Anstalt übertragen wurde.
Nach der Aufhebung der Patrimonialherrschaften bildete Dolní Ples t. Vodní Ples ab 1849 einen Ortsteil der Gemeinde Ples im Gerichtsbezirk Jaroměř. Ab 1868 gehörte das Dorf zum Bezirk Königinhof an der Elbe. 1890 erfolgte die Auflösung der Gemeinde Ples in die drei Gemeinden Starý Ples, Nový Ples und Rasošky, zu der Dolní Ples t. Vodní Ples als Ortsteil hinzukam. Dolní Ples t. Vodní Ples bestand zu dieser Zeit aus 9 Häusern mit 48 Einwohnern; Pfarr- und Schulort war inzwischen Josephstadt geworden. 1949 wurde Dolní Ples t. Vodní Ples dem neu gebildeten Okres Jaroměř zugeordnet; dieser wurde im Zuge der Gebietsreform von 1960 aufgehoben, seitdem gehört das Dorf zum Okres Náchod. Am 3. März 1991 hatte der Ort 29 Einwohner; beim Zensus von 2001 lebten in den 18 Wohnhäusern von Dolní Ples t. Vodní Ples 45 Personen.

## Ortsgliederung
Zu Dolní Ples t. Vodní Ples gehört die Einschicht Zálabí. Der Ortsteil ist Teil des Katastralbezirkes Rasošky.

## Sehenswürdigkeiten
- Alter Militärfriedhof der Festung Josefstadt, südlich des Dorfes an der Straße nach Rasošky. Er wurde 1780 zusammen mit der Festung angelegt und diente als Grabstätte von Soldaten, Kriegsgefangenen und Zivilisten der Stadt. Erhalten sind wertvolle Grabmäler aus dem 19. und 20. Jahrhundert, das älteste stammt von 1808. Auf dem Friedhof bestattet wurden u. a. die Feldmarschallleutnante Maximilian Reising von Reisinger und Heinrich von Aulich. Das Denkmal für die russischen Kriegsgefangenen des Ersten Weltkrieges schuf der Bildhauer Nikolai Suschkin. Der Friedhof ist ein Kulturdenkmal.